# ミニラ
ミニラ (Minya) とは、東宝の特撮映画「ゴジラシリーズ」に登場する架空の怪獣で、ゴジラの息子。別名は「ゴジラの息子」「ちびっ子怪獣」「わんぱくプリンス」など。

## 概要
映画『怪獣島の決戦 ゴジラの息子』にて初登場した。公開当時のパンフレットによると、ゴジラの息子を作る案は製作の3年前からあった。名称は一般公募によって集められた中から選ばれていて、公開1か月前には東宝の撮影所で子供たちを集め、羽織を着けたミニラがゴジラと並んで命名式を行っている。脚本では子ジラと書かれていた。
体型や顔は人間的で、全体的なイメージはゴジラと大きく異なるが、共通の要素をいくつか備えている。全身が白っぽく、皮膚は滑らか。人間の太い三角眉毛を思わせる張り出しと大きな目玉が特徴で、ペシャンコにしたゴジラの顔のような、人間的な愛嬌のある顔をしている。上に3本、下に2本、前歯のみが生えている。ゴジラのようなヒダが背中にあり、背びれは非常に小さく、配列が不規則である。ゴジラが核実験の影響により火炎放射能力を得たとされるのに対し、ミニラは生まれつき吐くことができる。
ミニラの顔は、当時『週刊少年サンデー』（小学館）で人気のあった漫画『おそ松くん』のキャラクター「チビ太」をモデルにしており、上に飛び出した瞼などにイメージが生かされている。
子供をターゲットにしたキャラクターであり、ゴジラシリーズが対象年齢を下げたことを象徴している。『ゴジラ・ミニラ・ガバラ オール怪獣大進撃』や『ゴジラ FINAL WARS』では少年との交流が描かれる。

## 登場作品
- 『怪獣島の決戦 ゴジラの息子』（1967年）
- 『怪獣総進撃』（1968年）
- 『ゴジラ・ミニラ・ガバラ オール怪獣大進撃』（1969年）
- 『ゴジラ FINAL WARS』（2004年）

『地球攻撃命令 ゴジラ対ガイガン』ではライブフィルムで登場。
特撮テレビ番組『行け! グリーンマン』、パチンコ『CRゴジラ3』にも登場している。

## ゴジラシリーズ（昭和）のミニラ
ゾルゲル島で誕生したゴジラの子供。臆病だがやんちゃな性格で、人間とも交流する。
口から放射能火炎（放射火炎、白熱光、放射熱線）を吐くが、ゴジラのような帯状のものを継続して放射するのではなく、リング状のふわっとしたもの（放射能リング）を1回ずつ単発で放射する。しかし、『怪獣島の決戦 ゴジラの息子』で尾を踏まれた際にはそのショックでゴジラと同様の放射能火炎を放射しており、その後は同作にて通常の放射能火炎を使えていた。なお、宣伝用のスチル写真などでは口からリング状火炎を連続発射しているものもある。
ゴジラを呼ぶ時には、「パパ」と聞き取れる鳴き声を発する。
デザイン・造形
特技監督の有川貞昌は、ゴジラをそのまま小さくしても子供にはならないがそのキャラクター性を活かすことを提案し、本編監督の福田純は、初めての子供のイメージとして具体的な成長の仕方はわからないがなんとなく形ができているというイメージを提示していた。また、福田はカメをイメージしていたといい、その質感は取り入れつつも立ち上がる必要もあったため、実際の造形のようなスタイルとなった。有川はゴジラのキャラクター性を形状以外の要素で活かすことを提案し、わがままや好奇心などを擬人的に表現された。有川は、自身と福田の妥協の産物であったと語っている。
頭部造形は利光貞三、胴体は八木勘寿と八木康栄による。スーツのほか、誕生直後の操演用2尺モデルのギニョールも作られ、操演とリモコン操作で動かしている。造形物は、『オール怪獣大進撃』まで流用された。

撮影・演出
スーツアクターは小人のマーチャン。ダルマのようなミニラの体型ゆえに非常に動きにくかったとされ、小人のマーチャンも一度転ぶと自力では起きられず、苦労が多かったという。ゴジラ役の中島春雄は、マーチャンは40代で初めて着ぐるみを着たため苦労していたと述懐している。しかし、この動きにくさから、『ゴジラの息子』のラストの子別れシーンでは積もらせた雪が効果的な動きを生み、有川は「大変表現しやすかった」と語っている。ヨチヨチ歩きやコミカルな動きなどはマーチャンが考えたものであった。
放射能火炎について、当初の有川は縦にこれを飛ばし、手裏剣のように見せたかったという。煙の輪のような表現としたのは、監修の円谷英二の助言による。

その他
『ゴジラ対ヘドラ』以降は登場しておらず、資料によっては「怪獣島で暮らしている」、あるいは「消息不明」と記述している。「『ゴジラ対ヘドラ』から『メカゴジラの逆襲』までのゴジラはミニラが成長した姿ではないか」という説がある。一方で、誕生時の状況などから、ゴジラと直接の血縁とされることに対して懐疑的な見解を示す資料も存在する。
書籍『ゴジラ大百科 [新モスラ編]』では、当時の特撮スタッフの証言として「（スタジオの）近所の子供がミニラのスーツを盗み出し、交通整理を行っていた」とのエピソードを掲載している。

### 『怪獣島の決戦 ゴジラの息子』
黄色と茶色のマダラ模様のやや細長い楕円形のかなり硬い外殻の卵の状態でゾルゲル島の小山の地中に産み付けられており、何らかの事態で覚醒して孵化間際に特殊なテレパシー（脳波）を発して同族であるゴジラを呼ぶ。産卵した生物はゴジラの同族らしいが、詳細は不明。カマキラスが岩石に埋もれていたその卵を掘り起こし、外殻をつついたために割れたことで強制的に孵化する。
ゴジラの息子と呼ばれているが、血縁関係はなく、同族として結束している。誕生後に果物をもらった松宮サエコに懐くようになる。
孵化した直後は小さい身体で歩行すらできず、人間の赤ん坊のように無力かつ気弱な性格であり、カマキラスにいじめられていたが、ゴジラのスパルタ特訓によって成長し、当初はリング状の破壊力がない熱線しか吐けなかったが、尻尾を踏まれるなどで驚いた際には威力の高い熱線状の放射熱線を吐けるまでになる。クモンガ戦を終え、放射能ゾンデによる気象ゾンデの実験が成功してゾルゲル島に雪が降り始めると、一旦島を去ろうとしながら動けないミニラを見るや引き帰してきたゴジラとともに冬眠する。
新たなゴジラになったのかは不明だが、特性などは受け継いだものとみられる。
- 本作品の劇中では、名前を呼ばれておらず[14]、「息子」「子供ゴジラ」などと言われる[24]。

### 『怪獣総進撃』
怪獣ランドに収容されている怪獣として登場。子供怪獣であるため、怪獣軍団で唯一キラアク星人に操られていない。出現地点は青木ヶ原。
青木ヶ原でバラン、マンダ、バラゴンを除く怪獣たちと共に吉田町浅間神社付近に出現してキラアク基地でのキングギドラとの最終決戦に参戦し、ほぼ瀕死の状態になった中央の首にリング状の弱い放射能を輪投げのように放ってはめ、とどめを刺す。
- ぬいぐるみ（着ぐるみ）は、前作で使用された個体の顔など改修して使用[82][86]。胸部などの体表にヒビが入っているが[18]、耐久性が高く使用には問題なかった[13]。また、新規で2尺サイズのミニチュアが製作されている[86]。

### 『ゴジラ・ミニラ・ガバラ オール怪獣大進撃』
主人公の一郎少年が見た夢の中の怪獣島での出来事という設定のもと、少年とほぼ同じ頭身（元の大きさに必要に応じて戻れる）で登場し、人間大の時は雄弁に日本語を話すが、巨大化すると吠えるのみである。放射熱線はリング状しか放てなかったが尻尾を踏まれると強力になる。ガバラにいじめられていたが、ゴジラのスパルタ教育と一郎の協力を得てガバラに再戦を挑み、知恵を生かして空に飛ばして勝利する。
草食怪獣のため、一郎が二度目に怪獣島へ訪れた時は群生する木の実を食料として食べている。精神エネルギーのようなもので、ゴジラと心が繋がっている。
- 声 - 内山みどり[出典 34]
- 着ぐるみは前作の個体を補修[出典 35][注釈 14]。一郎と並んで会話するシーンが多いため、表情を出せるよう頭部がかなり修正され[13]、上半身のみの口パク用1分の1サイズのギニョールも用意された[90]。ガバラに蹴られて転がるシーンでは、丸めた着ぐるみをピアノ線で固定して転がしている[95]。

## 『ゴジラ FINAL WARS』のミニラ
富士山中で猟師の左門（演：泉谷しげる）とその孫の健太（演：須賀健太）に発見されたゴジラの同族の幼体で、温和な子供怪獣。
恐竜のような円形の窪んだ耳（鼓膜）が頭の横にあり、鼻の下が長い呑気な顔立ちで、黒目がちの大きな目、少し突き出ている爬虫類寄りの口先が特徴。肉球が手のひらにあり、足の指は4本になっている。短い尻尾にはゴジラのような節がある。走る際には内股。
ゴジラに会うために2人とともにゴジラが猛威を振るう東京に向かう。その途中で徐々に成長していき、富士山麓でゴジラが、X星人に操られたラドン、アンギラス、キングシーサーと戦って勝利する姿を見て闘争本能が刺激され、昭和版と同じくリング状熱線を吐いた際、身長20メートルにまで一気に巨大化し、その際にゴジラと同じ放射熱線が吐けるようになる。
本作品では、人類と心を通わせる知能を有し、ゴジラと人間の間を取り持つ重要な役割として描かれている。ゴジラがカイザーギドラを倒し、人類へ矛先を向けて轟天号を撃墜した結末において、健太ともに人類とゴジラの間で一触即発となった場に割って入って人間を許す心を教えてゴジラの怒りを静め、ともに東京湾を渡りながら海へと帰っていく。
- 書籍『ゴジラ大辞典【新装版】』では、名称をミニラ（2代目）と記載している[111]。

デザイン・造形
デザインは平成VSシリーズのベビーゴジラやゴジラジュニアを担当した西川伸司。西川は、昔のままのミニラをデザインしたといい、アレンジは造型段階で行われたと述べている。
粘土原型は山田陽が担当。造形はMONSTERSが担当。造形物は神尾の体型のマネキンに合わせて作られたスーツ（着ぐるみ）のほか、助手席に乗るシーンなどで使われた上半身だけのアップ（表情）用とラストの海辺シーン用の2尺ほどのミニチュア、60センチサイズのパペットが製作された。スーツは本編でも用いられるため、テクスチャーが細かく入れられている。頭部には瞼を開閉するギミックや口の開閉、左右に動く眼球など表情豊かになるようにギミックが他の怪獣よりも多く内蔵されている。口の中から外を見ているが、口を閉じると見えずに転んだカットもあったため、それ以来後ろを向いている際には、口をリモコンで空けっぱなしにしている。神尾によれば、スーツは肉厚で、手が柔らかく触り心地がよいため、現場では誰かが触っていることが多かったという。なお、当初は2、3メートルとすることも検討されていた。
スーツは2023年の時点で現存が確認されている。アップ用も現存しているが、経年劣化が進行している。

撮影・演出
スーツアクターは神尾直子。神尾は造型担当の若狭新一の要望で起用された。鳴き声も神尾が担当しており、現場で声を出して演じたところ、役者のセリフもあるために録音部から怒られたが、現場サイドから神尾の声を再現したいという意見が挙がり、アフレコも行うこととなった。
撮影は、基本的に本編班で行われ、巨大化後のみ特撮班で行われた。ゴジラと並ぶシーンは合成で処理された。
ミニラの登場は、監督の北村龍平からの提案による。北村は、可愛らしいキャラクターを登場させたかったといい、CGじゃないからこそ生きているような可愛らしさがあり、ストレートに登場させることを提案したという。また、これまでのゴジラシリーズでやっていないこととしてゴジラが「許す」ことを描こうと考え、ゴジラを止められるのはミニラしかいなかったと述べている。
劇中初登場時には『ゴジラの息子』の音楽が使われている。

## 『行け! グリーンマン』のミニラ
特別に呼んできたという設定で、悪役として登場。ミルクを求めてグリーンマンと戦う。赤ん坊の怪獣であるが怪力で、おしゃぶりを咥えているとかなりの戦闘力を発揮するが、取ると駄々をこねる。敵を尻尾で叩きのめした。ゴジラとは無関係。

## 『CRゴジラ3』のミニラ
- 実写カットは『ゴジラ FINAL WARS』の着ぐるみを使用。[要出典]